# Trachypollia nodulosa
Trachypollia nodulosa är en snäckart som först beskrevs av C. B. Adams 1845.  Trachypollia nodulosa ingår i släktet Trachypollia och familjen purpursnäckor. Inga underarter finns listade i Catalogue of Life.